# Plebiscyt Przeglądu Sportowego 2022
Plebiscyt Przeglądu Sportowego 2022 – 88. edycja Plebiscytu na 10 Najlepszych Sportowców Polski, zorganizowana przez „Przegląd Sportowy” oraz Telewizję Polsat.

## Wyniki głosowania
| Miejsce | Imię i nazwisko                                                    | Dyscyplina sportu   | Liczba punktów |
| ------- | ------------------------------------------------------------------ | ------------------- | -------------- |
| 1.      | Iga Świątek                                                        | Tenis               | 215 573        |
| 2.      | Bartosz Zmarzlik                                                   | Żużel               | 135 619        |
| 3.      | Robert Lewandowski                                                 | Piłka nożna         | 120 632        |
| 4.      | Kamil Semeniuk                                                     | Siatkówka           | 118 562        |
| 5.      | Dawid Kubacki                                                      | Skoki narciarskie   | 115 343        |
| 6.      | Mateusz Ponitka                                                    | Koszykówka          | 113 151        |
| 7.      | Adrian Meronk                                                      | Golf                | 109 740        |
| 8.      | Katarzyna Wasick                                                   | Pływanie            | 109 236        |
| 9.      | Paweł Fajdek                                                       | Lekkoatletyka       | 95 763         |
| 10.     | Fabian Barański, Mirosław Ziętarski, Mateusz Biskup, Dominik Czaja | Wioślarstwo         | 92 124         |
| 11.     | Bartosz Kurek                                                      | Siatkówka           | 73 629         |
| 12.     | Adrianna Sułek                                                     | Lekkoatletyka       | 71 182         |
| 13.     | Magdalena Stysiak                                                  | Siatkówka           | 69 987         |
| 14.     | Piotr Michalski                                                    | Łyżwiarstwo szybkie | 64 606         |
| 15.     | Aleksandra Mirosław                                                | Wspinaczka sportowa | 56 678         |
| 16.     | Kajetan Kajetanowicz                                               | Rajdy samochodowe   | 56 347         |
| 17.     | Małgorzata Kołdej                                                  | Rugby 7             | 42 296         |
| 18.     | Anna Kiełbasińska                                                  | Lekkoatletyka       | 30 904         |
| 19.     | Wojciech Szczęsny                                                  | Piłka nożna         | 30 010         |
| 20.     | Hubert Hurkacz                                                     | Tenis               | 29 732         |
| 21.     | Karolina Naja, Anna Puławska, Adrianna Kąkol, Dominika Putto       | Kajakarstwo         | 27 675         |
| 22.     | Aleksandra Lisowska                                                | Lekkoatletyka       | 27 198         |
| 23.     | Natalia Kaczmarek                                                  | Lekkoatletyka       | 25 232         |
| 24.     | Pia Skrzyszowska                                                   | Lekkoatletyka       | 23 941         |
| 25.     | Wojciech Nowicki                                                   | Lekkoatletyka       | 22 748         |
| 26.     | Katarzyna Zdziebło                                                 | Lekkoatletyka       | 21 549         |

## Nominowani
Nominowanych zostało 26 sportowców:
1. Fabian Barański, Mirosław Ziętarski, Mateusz Biskup, Dominik Czaja
2. Paweł Fajdek
3. Hubert Hurkacz
4. Natalia Kaczmarek
5. Kajetan Kajetanowicz
6. Anna Kiełbasińska
7. Małgorzata Kołdej
8. Dawid Kubacki
9. Bartosz Kurek
10. Robert Lewandowski
11. Aleksandra Lisowska
12. Adrian Meronk
13. Piotr Michalski
14. Aleksandra Mirosław
15. Karolina Naja, Anna Puławska, Adrianna Kąkol, Dominika Putto
16. Wojciech Nowicki
17. Mateusz Ponitka
18. Kamil Semeniuk
19. Pia Skrzyszowska
20. Magdalena Stysiak
21. Adrianna Sułek
22. Wojciech Szczęsny
23. Iga Świątek
24. Katarzyna Wasick
25. Katarzyna Zdziebło
26. Bartosz Zmarzlik

## Zwycięzcy kategorii dodatkowych
- Superczempion: Cezary Kulesza i Sebastian Świderski
- Drużyna roku: Reprezentacja Polski w piłce siatkowej mężczyzn
- Trener roku: Tomasz Wiktorowski
- Sport bez barier: Fundacja Moniki Pyrek i Szymon Sowiński
- Sportowa inicjatywa roku: Totalizator Sportowy
- Superosiągnięcie roku: Szymon Marciniak, Tomasz Kwiatkowski, Tomasz Listkiewicz, Paweł Sokolnicki
- Sponsor polskiego sportu: PKN Orlen[3]